# Мендризио
Мендризио (итал. Mendrisio, фра. Mendrisio, нем. Mendrisio) је град у крајње јужној Швајцарској. Мендризио је четврти по величини град кантона Тичино и седиште истоименог округа Мендризио.
Мендризио је најјужније велико насеље у Швајцарској.

## Природне одлике
Мендризио се налази у крајње јужном делу Швајцарске, близу границе са Италијом. Италија окружује град и околину са три стране, на раздаљини 5-10 км од самог града. Од главног града државе, Берна град је удаљен 290 км јуогисточно. Милано у суседној Италији је близу, свега 60 км јужно од Мендризија.
Рељеф: Мендризио се налази у невеликој долини, на око 350 метара надморске висине. Град са истока и запада окружују крајње јужни обронци Алпа.
Клима: Клима у Мендризију је измењено умерено континентална. Ово је најтоплији и најосучанији део Швајцарске.
Воде: Кроз Мендризио протиче више потока.

## Историја
Подручје Мендризија је било насељено још у време праисторије и Старог Рима, али није имало велики значај. 
Од 11. до 15. века овим подручјем владају кнежеви Милана и Кома. У 15. веку град је био место сукоба овог Миланског војводства и младе Швајцарске конфедерације, да би га коначно конфедерација освојила.
Швајцарска владавина је остала до данас изузев времена Наполеона, када су италијанска подручја у оквиру Швајцарске конфедерације подведена под једну управну област, касније Кантон Тићино. После тога град се наставио развијати на свим пољима. Ово благостање града се задржало до дан-данас.

## Становништво
2010. године Мендризио је имао око 12.000 становника. Од тога приближно 23,5% су страни држављани (махом из суседне Италије).
Језик: Швајцарски Италијани чине традиционално становништво града и италијански језик је званични у граду и кантону. Међутим, градско становништво је током протеклих неколико деценија постало веома шаролико, па се на улицама Белинцоне, поред италијанског језика (87,5%) чују бројни други језици, нарочито немачки (4,8%) и француски језик (1,4%).
Вероисповест: Месни Италијани су од давнина римокатолици. Међутим, последњих деценија у граду се знатно повећао удео других вера. Данашњи верски састав града је: римокатолици - 81,1%, протестанти - 4,5%, а потом следе атеисти, муслимани и православци.

## Збирка слика
- Главна римокатоличка црква
- Академија архитектуре Универзитета италијанске Швајцарске
- Палата Полини
- Кућа Кроћи